# Dorien de Vries
Dorien Berendina Lubertha de Vries (Enschede, 7 december 1965) is een voormalig windsurfster uit Nederland, die in 1992 namens haar vaderland de bronzen medaille won bij de Olympische Spelen van Barcelona. Vier jaar later, toen Atlanta het decor was van de Spelen, moest De Vries genoegen nemen met de tiende plaats in het eindklassement van het plankzeilen bij de vrouwen.
De Vries, geboren in Enschede maar opgegroeid in Haaksbergen, begon haar zeilcarrière in 1982, met een clubwedstrijd op het Rutbeek van de Rutbeek Surfivors. Nadien viel ze in de prijzen bij Europese kampioenschappen, en zeilde ze mee met de besten tijdens wereldkampioenschappen. Haar laatste wedstrijd zeilde De Vries bij het NK funboard in 2001. 
De Vries trouwde in 1996 met Alexander Hoekstra (eveneens windsurfer). De Vries is binnen de windsurfsport weer actief als talentcoach van de jeugdselectie. 